# Alain McKenna
Alain McKenna est un journaliste, auteur et blogueur québécois spécialiste des sciences, technologies et de l’automobile. Présentement journaliste pour le compte du quotidien La Presse, il est également producteur du balado, ou web série, Une tasse de tech qu’il diffuse en direct, il était auparavant rédacteur en chef du magazine Géo plein air, chez Vélo Québec, et il a travaillé longtemps pour le quotidien Le Devoir et le journal Les Affaires. En 2020, il a travaillé au lancement d’InfoBref,, un site d’information quotidienne créé par Patrick Pierra, ancien fondateur du site Branchez-Vous.
Il avait précédemment écrit pour le quotidien La Presse entre 2004 et 2013, puis à partir de 2016, après un premier séjour au journal économique Les Affaires. Il a été rédacteur en chef des divisions Autonet.ca, Canoë Techno et Canoë Argent de Québecor Média, en plus d'être chroniqueur régulier pour le Journal de Montréal et le Journal de Québec, ainsi que pour TVA, LCN et la chaîne Argent, de 2013 à 2016.
Il est l’auteur du livre Mon téléphone me coûte (vraiment) trop cher, publié à l'automne 2016 par Saint-Jean Éditeur. Il s'agit d'un guide sur les technologies de débranchement («cord-cutting») remplaçant les services de communication résidentiels traditionnels à moindre coût. Par le passé, il a aussi écrit le guide Branché 2009, qui traite du marché de l’électronique au Canada. Il est par ailleurs propriétaire d’une maison d’édition montréalaise, Horizon Média. Fin connaisseur de bières, il est également coauteur du livre Les 100 meilleures bières du Québec, publié en 2010 puis en 2011. 
Il détient un baccalauréat en sciences de la communication à l’Université de Montréal depuis 2000.

## Carrière
Il commence sa carrière de journaliste au journal Le Devoir de 2001 à 2004, puis comme éditeur indépendant de magazines de 2001 à 2004 dans des domaines variés : l’automobile, les voyages, la santé et le sport. Il est notamment journaliste pour Les Affaires, chez Transcontinental, en 2008 et 2009. Il fait ses débuts télévisuels à l’émission Le Revanche des Nerds à Z télé. 
En 2010, il a reçu de l'Alliance canadienne des technologies avancées (CATA), le plus important regroupement d'entreprises et de professionnels de la science et de la haute technologie au pays, le Prix de l'innovation pour l'excellence dans le journalisme scientifique et technique.
Il a été blogueur et journaliste spécialiste des sciences et technologies au journal La Presse. Il était aussi un collaborateur régulier à l'émission M. Net, sur les ondes de Musique Plus.